# Article 56 de la Constitution de la Cinquième République française
Article 55 Article 57
L'article 56 de la Constitution de la Cinquième République française définit la composition du Conseil constitutionnel et les modalités de désignation de ses membres.

## Texte
« Le Conseil constitutionnel comprend neuf membres, dont le mandat dure neuf ans et n'est pas renouvelable. Le Conseil constitutionnel se renouvelle par tiers tous les trois ans. Trois des membres sont nommés par le Président de la République, trois par le président de l'Assemblée nationale, trois par le président du Sénat. La procédure prévue au dernier alinéa de l'article 13 est applicable à ces nominations. Les nominations effectuées par le président de chaque assemblée sont soumises au seul avis de la commission permanente compétente de l'assemblée concernée.

En sus des neuf membres prévus ci-dessus, font de droit partie à vie du Conseil constitutionnel les anciens Présidents de la République.

Le président est nommé par le Président de la République. Il a voix prépondérante en cas de partage. »
— Article 56 de la Constitution

## Contenu

### Composition
L'article définit la composition du Conseil constitutionnel, et donne à ses membres une irrévocabilité ainsi qu'une impossibilité de renouvellement. Le décret du 13 novembre 1959 complète cet article en permettant de déclarer démissionnaire d'office le membre du Conseil qui aurait compromis son indépendance ou la dignité de ses fonctions.

### Processus de validation
Les deux dernières phrases du premier alinéa, qui prévoient que le Parlement donne un avis sur les nominations des membres du Conseil constitutionnel, ont été ajoutées par la révision constitutionnelle du 23 juillet 2008.

## Analyse

### Conseil constitutionnel et Cour suprême
Le Conseil constitutionnel est une innovation de la Cinquième République. Dès 1962, des parlementaires proposent de la réformer pour en faire une véritable cour constitutionnelle. Un projet de « création d'une cour suprême, gardienne de la Constitution » est proposé par Robert Hersant et débattu en hémicycle le 7 décembre 1962. Il propose que la Cour suprême puisse être saisie directement par des citoyens. Cette disposition sera constitutionnalisée lors de la révision constitutionnelle de 2008 avec la création de la Question prioritaire de constitutionnalité.

### Présence à vie des présidents français
À plusieurs reprises depuis les années 1990, il fut réclamé la suppression du second alinéa, soit le droit accordé aux ex-présidents de la République à siéger comme membres de droit, en 1993 par le comité Vedel, en 2007 par le comité de réflexion et de proposition sur la modernisation et le rééquilibrage des institutions, en 2009 par le Conseil d’État, en 2012 par la commission sur la rénovation et la déontologie de la vie publique et en 2015 par le groupe de travail sur l'avenir des institutions. Un projet de loi constitutionnelle supprimant ce droit est présenté par le Gouvernement en mars 2013, mais sa discussion au Parlement est ajournée. La suppression est présente dans le projet abandonné de révision de la Constitution de 2020.

## Jurisprudence
Le Conseil d'État a indiqué dans sa décision CE, Ass. 9 avril 1999, Mme. Ba, qu'« il n'appartient pas à la juridiction administrative de connaître de la décision par laquelle le Président de la République nomme, en application des dispositions de l'article 56 de la Constitution [...], un membre du Conseil constitutionnel ».